# The Old Watchman
The Old Watchman è un cortometraggio muto del 1916 diretto da Leon Kent (Leon De La Mothe).

## Produzione
Il film fu prodotto dalla Lubin Manufacturing Company.

## Distribuzione
Distribuito dalla General Film Company, il film - un cortometraggio di due bobine - venne distribuito nelle sale statunitensi l'11 gennaio 1916.